# Jean Franklemon
Jean Franklemon, Jan Pieter Karel Franklemon de son nom complet, surnommé « Pamplemousse », né en 1917 et décédé en République démocratique allemande, en 1977, est un héros de la résistance belge durant la Seconde Guerre mondiale. Il participa à l'attaque du XXe convoi en 1943 au côté de Youra Livchitz et de Robert Maistriau,.

## Biographie
La mère de Jean Franklemon est une institutrice d'origine flamande, langue que Jean maîtrise d'ailleurs parfaitement. Scout, il monte avec son ami Jacques Huisman, une troupe de théâtre qui se fait un nom par la suite : « les comédiens routiers ». Lors de l'exode de 1940, la famille Franklemon part se réfugier en France. Comme beaucoup, ils rentrent à Bruxelles après quelques mois d'exil. Cette famille accueille plus tard un enfant juif dont les parents avaient été déportés. Durant toute l'occupation, la troupe des comédiens routiers sillonne la Belgique, à son répertoire, des pièces classiques, des œuvres contemporaines. Il n'était pas rare que les acteurs prennent quelques libertés par rapport aux textes originaux pour égratigner de manière allusive l'occupant détesté à la grande satisfaction de leur auditoire. Jean est un artiste et un musicien accompli. Souvent, on le retrouvait au piano dans un café de la place Flagey où en train de croquer ses amis tandis qu'il discutait avec eux.
Jean Franklemon, comme les frères Livchitz et Robert Maistriau, avait fréquenté l'Athenée d'Uccle. Comme eux, également, il s'inscrit à l’Université libre de Bruxelles mais il abandonne ses études en mathématiques. Communiste convaincu, il fréquente les milieux intellectuels de gauche et fait partie des Brigades internationales avec lesquelles il part combattre le franquisme en Espagne. À son retour, il s'inscrit à l'Académie de la Cambre. La troupe, pour répéter, se réunissait dans l'atelier de Marcel Hastir. Contacté par son ami d'enfance, Youra Livchitz, il prend part à l'attaque du vingtième convoi de déportation, le 19 avril 1943.

### Arrestation
À la suite de l'attaque, Jean Franklemon est arrêté et transféré à Breendonk, puis à la prison de Saint-Gilles. Il survit néanmoins à la guerre et décède en 1977 en République démocratique allemande.